# 해남 이씨
해남 이씨(海南李氏)는 전라남도 해남군을 본관으로 하는 한국의 성씨이다. 시조는 고려에서 태자소경(太子小卿)을 지낸 이지형(李之亨)이다.

## 참고 자료
- “해남이씨(海南李氏)”. 뿌리를 찾아서.[깨진 링크(과거 내용 찾기)]